# Conestoga (Pennsylvanie)
Conestoga est une census-designated place située dans le comté de Lancaster, dans l’État de Pennsylvanie, aux États-Unis. Lors du recensement de 2020, elle compte 1 163 habitants.